# Sam Neely
Sam Neely (* 12. August 1948 in Cuero, Texas; † 19. Juli 2006 in Corpus Christi, Texas) war ein US-amerikanischer Country-Sänger, Songwriter und Produzent. 

## Leben
Der in Corpus Christi aufgewachsene Sam Neely begann seine musikalische Laufbahn als Gitarrist bei verschiedenen lokalen Bands. 1966 spielte er mit der Gruppe Buckle eine erste Schallplatte ein. Ein wichtiger Karriereschritt gelang zwei Jahre später, als er  den Soundtrack für den Film Tilt komponierte. Wenig später erhielt er vom renommierten Label Capitol Records einen Schallplattenvertrag. Seine erste Single Lovin’ You Just Crossed My Mind wurde zu einem mittleren Hit.
Nach Produktion von zwei Langspielplatten wechselte er 1974 zum Label A&M Records und kurz darauf zu Elektra Records. Seine Singles kamen aber nie über mittlere Hitparadenpositionen hinaus. Allerdings konnte er sich einige Male in den lukrativen Pop-Charts platzieren. 1978 kehrte er nach Corpus Christi zurück, wo er sich zunächst hauptsächlich als Songschreiben betätigte. Unter anderem komponierte er Songs für den Soundtrack für zwei Spielfilme. Er eröffnete einen Club, in dem er selbst häufig auftrat. Ab 1983 veröffentlichte er bei MCA Records einige Schallplatten. Trotz seiner musikalischen Nähe zum Mainstream blieb ihm der ganz große Erfolg weiterhin versagt.
Ende der 1990er Jahre wurde Sam Neely Miteigentümer der Firma Taliesyn Music, die sich mit der Herstellung von Musiksequenzen für Computerspiele und Werbespots befasste.

## Diskografie

### Alben
| Jahr | Titel                           | Höchstplatzierung, Gesamtwochen, AuszeichnungChartsChartplatzierungen (Jahr, Titel, Platzierungen, Wochen, Auszeichnungen, Anmerkungen) | Anmerkungen |
| Jahr | Titel                           | US | Anmerkungen |
| ---- | ------------------------------- | --- | ----------- |
| 1972 | Loving You Just Crossed My Mind | US147 (11 Wo.)US |             |
| 1973 | Two                             | US175 (6 Wo.)US |             |

Weitere Alben
- 1971: Long Road To Texas
- 1974: Down Home
- 1981: Two Of A Kind
- 1999: Son Of The South
- 2002: Sam Neely

### Singles
| Jahr | Titel Album                                   | Höchstplatzierung, Gesamtwochen, AuszeichnungChartplatzierungen (Jahr, Titel, Album, Platzierungen, Wochen, Auszeichnungen, Anmerkungen) | Höchstplatzierung, Gesamtwochen, AuszeichnungChartplatzierungen (Jahr, Titel, Album, Platzierungen, Wochen, Auszeichnungen, Anmerkungen) | Anmerkungen |
| Jahr | Titel Album                                   | US | Country | Anmerkungen |
| ---- | --------------------------------------------- | --- | --- | ----------- |
| 1972 | Loving You Just Crossed My Mind               | US29 (12 Wo.)US | — |             |
| 1973 | Rosalie 2                                     | US43 (8 Wo.)US | — |             |
| 1974 | You Can Have Her Down Home                    | US34 (11 Wo.)US | Country49 (12 Wo.)Country |             |
| 1975 | I Fought the Law                              | US54 (7 Wo.)US | Country61 (8 Wo.)Country |             |
| 1977 | Sail Away                                     | US84 (4 Wo.)US | Country98 (3 Wo.)Country |             |
| 1983 | The Party’s Over (Everybody’s Gone)           | — | Country78 (4 Wo.)Country |             |
| 1983 | When You Leave That Way You Can Never Go Back | — | Country77 (5 Wo.)Country |             |
| 1984 | Old Photographs                               | — | Country81 (3 Wo.)Country |             |

Weitere Singles
- 1974: Sadie Take a Lover